# Kiss (romanzo)
Kiss (titolo originale Kiss), uscito nel 1992,  è un romanzo poliziesco dello scrittore statunitense Ed McBain appartenente alla serie dedicata alle storie dell'87º Distretto. In Italia è stato pubblicato per la prima volta nel 1992 da Arnoldo Mondadori Editore nella collana Mystbooks e poi nel 1993 nella collana Il Giallo Mondadori con il n. 2342.

## Trama
Ad Isola, metropoli della costa orientale degli USA, sta per iniziare il processo per l'omicidio di Anthony Carella - padre del detective Steve dell'87º Distretto - ucciso da due tossicodipendenti nel corso di un tentativo di rapina.
In città durante le festività di fine anno Emma Bowles subisce due tentativi di omicidio, la donna si reca pertanto alla polizia per denunciare i fatti, dichiarando anche che ha riconosciuto l'aggressore, Roger Turner Tilly, che fino alla primavera precedente era stato l'autista del marito Martin.
Martin Bowles, facoltoso broker della Laub, Kramer, Steele & Worth con sede nel quartiere finanziario di Isola, poco soddisfatto dell'operato della polizia, decide di affidare la sicurezza della moglie ad Andrew N. Darrow, un detective privato di Chicago, nonostante la perplessità di Emma, che preferirebbe lasciare fare alla polizia.

## Edizioni
- Ed McBain, Kiss, traduzione di Nicoletta Lamberti, Mystbooks, Arnoldo Mondadori Editore, 1992,  p. 312, ISBN 978-88-04-36044-5.
- Ed McBain, Kiss, traduzione di Nicoletta Lamberti, collana Il Giallo Mondadori, n. 2342, Arnoldo Mondadori Editore, 1993.